# De Fires Tegn
De Fires Tegn (engelsk: The Sign of the Four eller The Sign of Four) er en Sherlock Holmes-roman af Arthur Conan Doyle. Den er skrevet i 1890.
Det er i denne historie, at Sherlock Holmes' tro følgesvend Dr. Watson taber sit hjerte til Mary Morstan, hans senere hustru.
| Bog | Spire Denne artikel om bøger og tidsskrifter er en spire som bør udbygges. Du er velkommen til at hjælpe Wikipedia ved at udvide den. |